# Penthimia rubrostriata
Penthimia rubrostriata är en insektsart som beskrevs av Kuoh. Penthimia rubrostriata ingår i släktet Penthimia och familjen dvärgstritar. Inga underarter finns listade i Catalogue of Life.